# Seneca Village
Seneca Village was een klein dorpje op het eiland Manhattan in New York, gesticht door bevrijde zwarte mensen in 1825. Het dorp vormde de eerste aanzienlijke gemeenschap van Afro-Amerikaanse eigenaars op Manhattan en werd terloops ook door verschillende andere minderheden bevolkt, waaronder Ierse en Duitse immigranten en waarschijnlijk ook inheemse mensen. Het dorp lag tussen de huidige 82nd en 89th Street ten oosten van 8th Avenue. Het werd neergehaald voor de aanleg van Central Park. 
In 1855 leefden volgens een telling van de staat New York 264 personen in Seneca Village. Het dorp had drie kerken, een school en verschillende begraafplaatsen. Rond deze tijd in de geschiedenis van de stad New York leefde het grootste deel van de populatie ten zuiden van 14th Street en de regio ten noorden van 59th Street was enkel sporadisch ontwikkeld en had een ruraal of semi-ruraal karakter. In 1857 werd alle privaateigendom in Seneca Village door het stadsbestuur onteigend om plaats te maken voor de aanleg van Central Park. Het dorp werd volledig afgebroken. In augustus 2005 waren opgegraven resten van het dorp het onderwerp van archeologisch onderzoek.

## In films en series
Central Park (2020) verwijst naar Seneca Village, hoewel onbenoemd, in de eerste aflevering van de geanimeerde series, met het ensemble dat het een 'Dark History' noemt.

## Referentielijst
1. ↑  (en) Watch Central Park | Apple TV+. Apple TV (28 mei 2020). Geraadpleegd op 22 maart 2023.